# Пардессю, Жан-Мари
Жан Мари Пардессю (фр. Jean-Marie Pardessus; 11 августа 1772, Блуа — 27 мая 1853, Виней) — французский юрист, адвокат и политик, преподаватель, научный писатель.

## Биография
Жан Мари Пардессю родился в семье адвоката-роялиста; в 1793 году его брат участвовал в мятеже в Вандее, а отец попал в тюрьму в Орлеане.

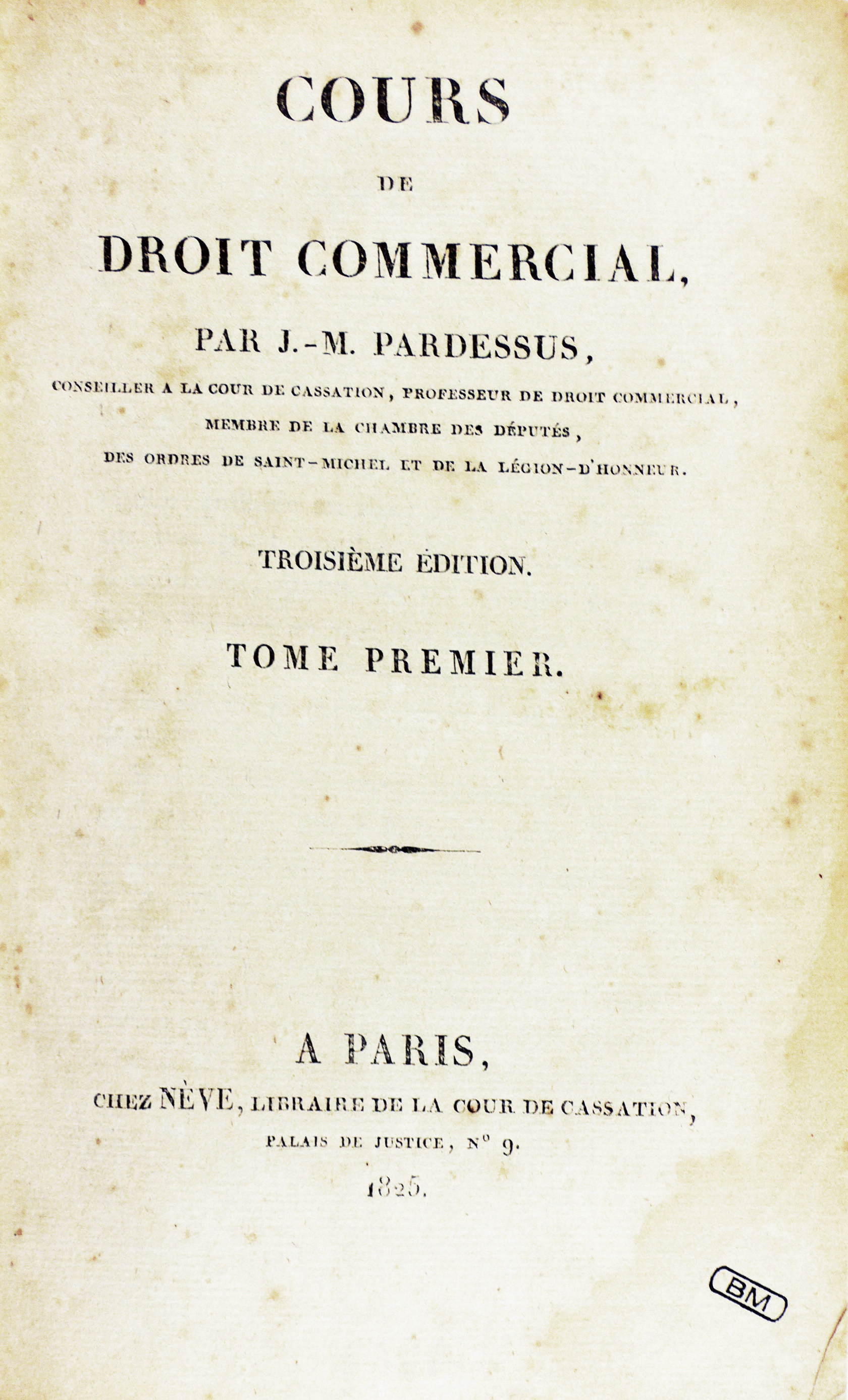
Cours de droit commercial, 1825

После завершения образования и получения права заниматься адвокатской практикой работал в родном городе, защищал Клемента де Ри. Затем возглавил суд департамента Луар и Шер, в 1806 году стал мэром Блуа, а в 1807 году был избран в Охранительный сенат, где работал в составе комитета по юриспруденции. 24 августа 1810 года занял должность профессора права на юридическом факультете Парижского университета. Будучи убежденным монархистом и горячим приверженцем Бурбонов, 22 августа 1815 года был избран депутатом от Луара и Шера, примыкая к правой, но сохраняя независимость мысли.
8 мая 1816 года вошёл в состав амортизационной комиссии, в 1821 году стал советником Кассационного суда; 13 ноября 1820 года вернулся в парламент, успешно переизбирался 6 марта 1824 года, 24 ноября 1827 года и 3 июля 1830 года, постоянно примыкая к правой. В 1830 году (после революции) отказался присягнуть новому правительству и был освобождён от должностей советника суда и профессора, вернувшись к частной жизни: преподавал историю и право, занимался написанием научных работ. С 1828 года состоял членом Академии надписей и изящной словесности.
Как юрист более всего известен своими капитальными трудами по торговому праву: «Traité du Contrat et de Lettres de change» (Париж, 1809), «Eléments de jurisprudence commerciale» (Париж, 1811) и «Cours de droit commercial» (6 изданий, 1856—1857 годы, с очерком жизни и характеристикой Пардессю), а также изданием огромного сборника «Collection de lois maritimes antérieures au XVIII siècle» (Париж, 1828—1845) и салического закона по всем имевшимся налицо рукописям, с 14 специальными этюдами по различным вопросам, касающимся его разъяснения («Loi Salique», 1843). Известна также его работа «Traité des servitudes» (8 изданий, 1838).